# Clarens (Hautes-Pyrénées)
Clarens település Franciaországban, Hautes-Pyrénées megyében. Lakosainak száma 502 fő (2022. január 1.). Clarens Recurt, Campistrous, Galez, Lannemezan, Réjaumont, Tajan és Uglas községekkel határos.

## Népesség
A település népességének változása:
| Lakosok száma | 501  | 526  | 541  | 507  | 497  | 499  | 495  | 491  | 502  |
|               | 2013 | 2015 | 2016 | 2017 | 2018 | 2019 | 2020 | 2021 | 2022 |